# Spartak Michouline
Pour les articles homonymes, voir Leonov.
Spartak Vassilievitch Michouline (en russe : Спарта́к Васи́льевич Мишу́лин), né le 22 octobre 1926 à Moscou et mort le 17 juillet 2005 dans la même ville, est un acteur de théâtre et cinéma soviétique. Il travaillait également à la radio et prêtait sa voix aux personnages de dessins animés. Sa carrière théâtrale s'est déroulée au Théâtre de la Satire . L'artiste est décédé après une chirurgie cardiaque.

## Filmographie

### Acteur

#### Cinéma
- 1970 : Le Soleil blanc du désert de Vladimir Motyl : Saïd
- 1970 : V tridevyatom tsarstve
- 1971 : Le Bien de la République de Vladimir Bytchkov (ru) : Tarakanov
- 1972 : Tolko ty : Yakov Plutarkhovich Nakonechnikov
- 1974 : Kysh i Dvaportfelya
- 1974 : Potseluy Chanity : Police Prefect
- 1975 : Avtomobil, skripka i sobaka Klyaksa
- 1976 : Au-u!
- 1983 : Talisman : Director
- 1985 : Ostorozhno, Vasilyok
- 1986 : Khorosho sidim!
- 1987 : L'Homme du boulevard des Capucines d'Alla Sourikova : chef des Comanches
- 1990 : Babnik
- 1990 : Chastnyy detektiv, ili operatsiya 'Kooperatsiya' : Georgi Mikhailovich
- 1990 : Ocharovannyy strannik : Gypsy
- 1991 : Chyortov pyanitsa
- 1991 : Shchen iz sozvezdiya Gonchikh psov
- 1991 : Verbovshchik
- 1992 : Vozdushnye piraty
- 1992 : Vystrel v grobu
- 1993 : Bravye parni : Maj. Kazbek Pamirov
- 1993 : Na Deribasovskoy khoroshaya pogoda, ili Na Brayton-Bich opyat idut dozhdi : Eunuch
- 1994 : Bulvarnyy roman
- 1994 : Master i Margarita : Archibald Archibaldovich
- 1997 : Bednaya Sasha
- 2001 : Bremenskie muzykanty : Detective
- 2005 : Nochnoy prodavets : Customer
- 2006 : Aziris nuna : Watchman

#### Courts-métrages
- 1978 : Robinzon Kuzya
- 1982 : Alice de l'autre côté du miroir
- 1983 : I ya by mog...
- 1987 : Ischezatel : (voix)
- 1989 : Vsekh poymal : (voix)

#### Télévision

##### Séries télévisées
- 1969 : Kabachok 13 stulev : Pan Direktor (1969) (en tant que S. Mishulin)
- 1974 : Volshebnik Izumrudnogo goroda
- 1986-1987 : Priklyucheniya porosenka Funtika : Pincher
- 1994 : Anekdotiada, ili Istoriya Odessy v anekdotakh
- 1996 : Dela smeshnye, dela semeynye
- 2001 : Syschik s plokhim kharakterom
- 2002 : Mediki : Semyon Petrovich
- 2006 : Na reke Devitse

##### Téléfilms
- 1969 : 13 PM
- 1969 : Shveyk vo vtoroy mirovoy voyne : Baloun
- 1971 : Allo, Varshava! : Kashkin
- 1971 : Kogda more smeyotsya : Felipe Carrera
- 1971 : Malysh i Karlson, kotoryy zhivyot na kryshe : Carlson
- 1971 : Zhenskiy monastyr : Anton Ladygin
- 1972 : Karnaval : Killer
- 1974 : Volshebnyy fonar : Various Roles
- 1975 : Malenkie komedii bolshogo doma : Burglar (segment 2)
- 1978 : Tabletku pod yazyk : Skoromnyy (en tant que S. Mishulin)
- 1979 : Poyezdka cherez gorod : Akop Tigranovich (segment "Lyubov pod psevdonimom")
- 1984 : Perikola
- 1986 : Chto takoye yeralash?
- 1988 : Doverchivyy drakon
- 1990 : Novoe plate korolya
- 1991 : Ten : Finance minister
- 1994 : Nam vsyo eshchyo smeshno : Karlson
- 1997 : Starye pesni o glavnom 2

### Réalisateur

#### Séries télévisées
- 1969 : Kabachok 13 stulev